# Champdor
Champdor – miejscowość i dawna gmina we Francji, w regionie Owernia-Rodan-Alpy, w departamencie Ain.  W dniu 1 stycznia 2016 roku z połączenia dwóch ówczesnych gmin – Champdor oraz Corcelles – powstała nowa gmina Champdor-Corcelles. Siedzibą gminy została miejscowość Champdor. W 2013 roku populacja Champdor wynosiła 466 mieszkańców.